# Marek Pawlikowski (lekarz)
Marek Pawlikowski (ur. 31 grudnia 1933 w Poznaniu) – polski endokrynolog, prof. dr hab.

## Życiorys
W 1957 ukończył studia w Śląskiej Akademii Medycznej w Katowicach. W 1974 uzyskał tytuł profesora nauk medycznych. Został zatrudniony na stanowisku profesora zwyczajnego w I Katedrze Endokrynologii Uniwersytetu Medycznego w Łodzi.
Był członkiem zarządu Łódzkiego Towarzystwa Naukowego, oraz członkiem Komitetu Nauk Fizjologicznych i Farmakologicznych PAN i Komisji ds. Stopni i Tytułów; Sekcji IV – Nauk Medycznych Centralnej Komisji do Spraw Stopni i Tytułów.

## Odznaczenia i wyróżnienia
- Medal Komisji Edukacji Narodowej[1]
- Medal ŁTN[1]
- Złoty Krzyż Zasługi[1]
- Krzyż Kawalerski Orderu Odrodzenia Polski[1]
- Krzyż Oficerski Orderu Odrodzenia Polski[1]
- Doktor honoris causa Uniwersytetu Medycznego w Łodzi[1]
- Doktor honoris causa Śląskiego Uniwersytetu Medycznego w Katowicach[1]
- Nagroda Prezesa Rady Ministrów[1]
- Nagrody Nauk Łódzkiego Towarzystwa Naukowego (dwukrotnie)[1]